# Ibn al-Nadim
Ibn al-Nadim (Abū ʾl-Faraǧ Muḥammad ben Abī Yaʿqūb ben Isḥāq an-Nadīm al-Warrāq), (fallecido el 17 de septiembre de 995 o 998) es un erudito y bibliógrafo chiita, autor de Kitab al-Fihrist, un índice completo, en palabras del propio autor, de todos los libros en árabe de su época. Se sabe muy poco de su vida, ni siquiera el origen de su apodo al-Nadim, que alude a un importante personaje, tal vez incluso al Califa.
Vivió principalmente en Bagdad, capital de Irak aunque en ocasiones, menciona una estancia en Mosul. Librero y calígrafo de profesión, heredó de su padre el arte de copiar manuscritos. Sus profesores fueron al-Sirafi (m. 978-9), al-Munadhdhim (m. 963) y el filósofo al-Mantiq. Perteneció al círculo de Isa bin Ali, el visir de Banu al-pharrah, conocido por su profundo conocimiento de la lógica y la ciencia griega, persa e india. Ibn al-Nadim también se relacionó con el filósofo Ibn al-Khammari. 
Tenía una gran admiración en particular por la filosofía de Aristóteles, así como las ciencias griega e india que fueron de su interés por la tolerancia. 

## Kitab al-Fihrist

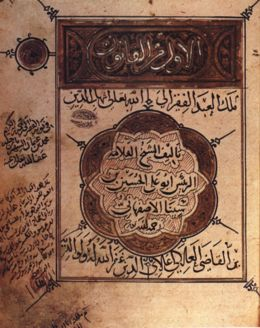
Kitab al-Fihrist, principal obra de Ibn al-Nadim.

Su principal trabajo, publicado en 938, es el Kitab al-Fihrist (el Catálogo) que, después de su breve prólogo, es un índice de todos los libros escritos en árabe, sean árabes o no árabes. La más completa edición contiene diez "discursos" (maqalat). 
Los primeros seis de ellos detallan las bibliografías de los libros sobre temas islámicos pero también de todo tipo de actividades:
- 1. Las Sagradas Escrituras de los musulmanes, judíos y cristianos, con énfasis en el Corán y los Hadiz;
- 2. Trabajos en la gramática y la filología;
- 3. Historia, biografía, genealogía y similares;
- 4. Poesía;
- 5. Teología dialéctica (Kalam);
- 6. Derecho (fiqh) y Hadiz.

Los cuatro últimos discursos tratan de temas seculares: 
- 7. Filosofía y ciencias seculares;
- 8. Leyendas, fábulas, magia, ilusionismo, etc.
- 9. Doctrinas (maqalat) de credos no monoteístas (maniqueos, hindúes, budistas y chinos);
- 10. Alquimia.

La obra indica sólo los títulos de los libros que había visto personalmente o cuya existencia conocía por una persona digna de confianza. Ibn al-Nadim menciona a menudo el tamaño del libro y el número de páginas, y se refiere a menudo a ejemplares escritos por famosos calígrafos, bibliófilos y bibliotecas, 